# 布萊恩縣 (內布拉斯加州)
布萊恩縣（英語：Blaine County）是美国內布拉斯加州中部的一個縣，面積1,850平方公里。根據2020年美國人口普查，共有人口431人。縣治布魯斯特（Brewster）。該縣成立於1885年3月5日，縣名紀念曾任美国国务卿的詹姆斯·G·布莱恩。